# Engenas Lekganyane
Engenas Barnabas Lekganyane (o. 1885-1948) var en afrikansk biskop och grundare av Zion Christian Church (ZCC), den största av sionistkyrkorna i södra Afrika.
Han föddes i byn Thabakgone i det dåvarande Pietersburgsdistriktet (nu Polokwane), i Limpopo-provinsen i Sydafrika. Engenas Lekganyane var en av sex barn till Matseleng Barnabas Lekganyane och Sefora Raphela.
Lekganyane genomgick femårig grundskola, driven av missionärer från Free Church of Scotland.
Därefter återvände han hem och arbetade som lantarbetare.
Lekganyane led av en obotlig ögonsjukdom men 1910 fick han en gudomlig uppenbarelse om att han skulle helas om han åkte till Johannesburg och döptes genom trefaldig nedsänkning. Han följde uppenbarelsen, döptes av Elias Mahlangu inom Apostolic Faith Mission of South Africa, blev helad och återvände hem. 
Lekganyane följde Mahlangu när denne 1917 bildade Zion Apostolic Church of South Africa (ZAC) och blev 1918 utsedd till ledare för denna kyrkas arbete i Kapprovinsen.
Samma år gifte sig Lekganyane med Salphina Radobiba, med vilken han kom att få fem söner och en dotter.
Snart uppstod meningsskiljaktigheter mellan Lekganyane och Mahlangu sedan den sistnämnde infört seder som att man skulle bära vita mantlar, undvika att raka sig och ta av sig skorna i kyrkorummet.
1920 lämnade Lekganyane därför ZAC och anslöt sig till Zion Apostolic Faith Mission (ZAFM), inom vilken han utsågs till biskop för Transvaal. Sedan Lekganyane tagit sig en andra hustru blev han dock oense med ledningen för ZAFM, som inte accepterade polygami. Engenas kom senare även att ta sig en tredje hustru, en släkting på fädernet.
1924-25 lämnade Lekganyane ZAFM och återvände till sin hemby Thabakgone för att bilda ZCC. 
ZCC hade 926 medlemmar 1926 och växte sedan i raskt takt. På grund av motsättningar med den lokale stamhövdingen valde Lekganyane och hans anhängare att 1939 lämna Thabakgone. En tid bodde han i Mphahlele, utanför Pietersburg men Lekganyane trivdes inte med det varma klimatet där och flyttade på 1940-talet till Boyne, utanför vilken han köpte ett par farmer och anlade kyrkans högkvarter, kallat Zion City Moria.
Innan sin död 1948 samlade Lekganyane sin advokat, sina bröder och kyrkans äldste och utsåg sin femte äldste son, Joseph Lekganyane till sin efterträdare. Men han dog utan ha hunnit kungöra detta offentligt varför ZCC (då med omkring 120 000 medlemmar) splittrades i två kyrkor, sedan den äldre sonen Edward Lekganyane ifrågasatte valet av Joseph och hävdade att det var oförenligt med kyrkans stadgar.